# دریاز
دریاز، یا دریاس روستایی از توابع بخش مرکزی شهرستان مهاباد در استان آذربایجان غربی ایران است. این روستا مرکز دهستان مکریان غربی می‌باشد. براساس سرشماری مرکز آمار ایران در سال ۱۳۹۵، جمعیت آن ۲۳۳۴ نفر بوده‌است.

## دریاز از نظر تاریخی
یکی از بزرگترین و قدیمی‌ترین روستاهای دشت شهرویران ودارای قدمت تاریخی بسیار زیاد می‌باشد، قدمت این روستا را می‌توان از تپه گرد و باستانی این روستا و همچنین نزدیکی دو محل تاریخی و باستانی فخریقا و برده کونته ثابت نمود، به گفته تاریخ دانان، در محل کنونی روستای دریاز شهری با نام دارایاس وجود داشته که به دلیل جنگ و عوامل طبیعی نابود گشته و روستای کنونی بر روی بقایای این شهر بنا نهاده شده‌است. می توان گفت این روستا بر روی قبرستانی عظیم ساخته شده، زیرا در اکثر مناطق روستا هنگام حفر زمین با قبرهای قدیمی که به شیوه ادیان مختلف دفن شده‌اند مواجه خواهید شد. 

## موقعیت
تقریباً در فاصله ۱۰ کیلومتری شهرمهاباد و بر روی مسیر مهاباد-ارومیه قرار گرفته‌است.
این روستا از سمت شرق با روستای قم قلعه از سمت غرب با روستای توتاخاجی همسایگی دارد، همچنین مجتمع پتروشیمی مهاباد در شمال این روستا واقع شده‌است.

## ورزش
این روستا دارای امکانات ورزشی قابل قبولی همچون، یک زمین فوتبال بزرگ، یک سالن فوتسال، زمین چمن مصنوعی وسالن فوتسالی که سال ۹۹قرار است افتتاح شوند.
همچنین جوانان این روستا هر ساله در ماه آخر زمستان تیم فوتبالی را تشکیل داده و در جام منطقه که به جام شهرویران مشهور است شرکت می‌کنند.